# 巩信 (元朝)
巩信，元朝易州（今河北易县）人，鞏彥暉之长子。
1259年，巩信袭父职为易州等处管军把总。元世祖中统三年（1262年），参与攻打在山东反蒙的世侯李璮。至元四年（1267年），跟随元帅阿朮攻南宋襄樊。至元九年（1272年），从攻樊城，大败宋将矮张。至元十一年（1274年）跟随伯颜灭宋朝，在沙阳堡之战、鄂城之战、丁家洲之战，有战功。江南平定后，升为管军千户，镇守太平州（今广西太平县）。至元十六年（1279年），因病解职归乡。其子巩思明、巩思温、巩思恭。巩思明患眼疾，以巩思温袭职。巩思温去世后，巩思明病愈，以巩思明袭职。巩思明去世后，以巩思恭袭任怀孟万户府管军下千户，佩金符。